# إن إتش-90
أن اش-90 هي طائرة مروحية عسكرية أوروبية، ذات محركين، متوسطة الحجم متعددة المهام. تم تطويرها استجابة لمتطلبات منظمة حلف شمال الأطلسي لطائرة هليكوبتر التي ستكون أيضا قادرة على العمل في البيئات البحرية. وNH90 المتقدمة ويتم تصنيعها من قبل إن إتش إندوستريز، وهي مملوكة بالكامل من قبل شركة إيرباص طائرات الهليكوبتر، أغستاوستلاند وفوكر هياكل الطائرات. أجري النموذج الأول من الرحلة الأولى في ديسمبر 1995 وبدأت تدخل الخدمة التشغيلية مع بعض العملاء في عام 2007. واعتبارا من عام 2013، ما مجموعه ثلاثة عشر دول قد وضعت طلبيات لNH90.

## المواصفات
قبل البدء في عرض مواصفات المروحية NH90 يلزم الإشارة إلى وجود نسختين أساسيتين من هذه المروحية، نسخة النقل التكتيكي للقوات NH90 TTH والنسخة البحرية المعروفة باسم «مروحية فرقاطات الناتو» NH90 NFH ، ومواصفاتهما كالآتي:
الطاقم: 2 طيار ومُشغل مهام للنسخة النقل TTH و3 طيار ومُشغل للنسخة البحرية لمهام وتشغل مُستشعرات النسخة NFH ولكن يمكن تتشغيلها وقيادتها بواسطة طيار واحد وهي صممت للعمل في اقسى الظروف الجوية سواء بالليل أو بالنهار.
حمولة الافراد 20 فرد على مقاعد مخصصة أو 12 محفّة لنقل المصابين النسخة TTH ، اما النسخة NFH فيمكنها حمل 14 فردا على مقاعد مخصصة أو 9 محفّات لنقل المصابين.
الطول: 16.13 متر
قطر المراوح: 16.3 متر
الارتفاع: 5.23 متر
الوزن فارغة: 6.4 طن
الحمولة الخارجية: 4 طن في خطّافات مُخصصة
الحمولة الداخلية: 2 طن
اقصى وزن عند الإقلاع: 10.6 طن
قوة الدفع: محركين تيربوميكا توربينيين عموديين من شركة رولز رويس طراز Rolls-Royce Turbomeca RTM322-01/9 Turboshaft يولّد كلا منهما قوة قدرها 2230 حصان.
السرعة القصوى: 300 كم / ساعة
السرعة الاقتصادية: 260 كم / ساعة
المدى: 1000 كم للنسخة NFH و800 كم للنسخة TTH
سقف الارتفاع: 6000 متر
معدل التسلّق: 8 متر / ثانية

## التسليح
طوربيدين طراز MU90 من الجيل الثالث الأحدث من نوعه من إنتاج شركة EuroTorp الأوروبية (فرنسية-إيطالية) ودخل الخدمة لدى فرنسا وإيطاليا وألمانيا والدانمارك وأستراليا، ويمتلك منظومة توجيه صوتي ايجابي وسلبي Active / Passive Acoustic Homing ، جانب قدرة التصنيف للشراك الخداعية والقيام بالتكتيكات المضادة للتشويش، ويبلغ مداه الاقصى 23 كم على سرعة 54 كم / ساعة، ويصل مداه الأدنى على السرعة القصوى البالغة 93 كم / ساعة، ويمكنه الوصول إلى عمق 1000 متر تحت سطح البحر، ويتم حاليا تطوير نسخة خاصة بالقتل الصعب Hard Kill مضادة للطوربيدات.
-أو صاروخين مضادين للسفن طراز MARTE MK2/S خفيف الوزن ذات رأس حربي يزن 70 كج ويصل مداه إلى 30 كم ويمتلك منظومة ملاحة بالاقمار الصناعية GPS والقصور الذاتي INS بخلاف باحث راداري نشط للمرحلة النهائية من التوجيه قبل اصابة الهدف.

## الطرز
النقل التكتيكي للقوات NH-90 TTH

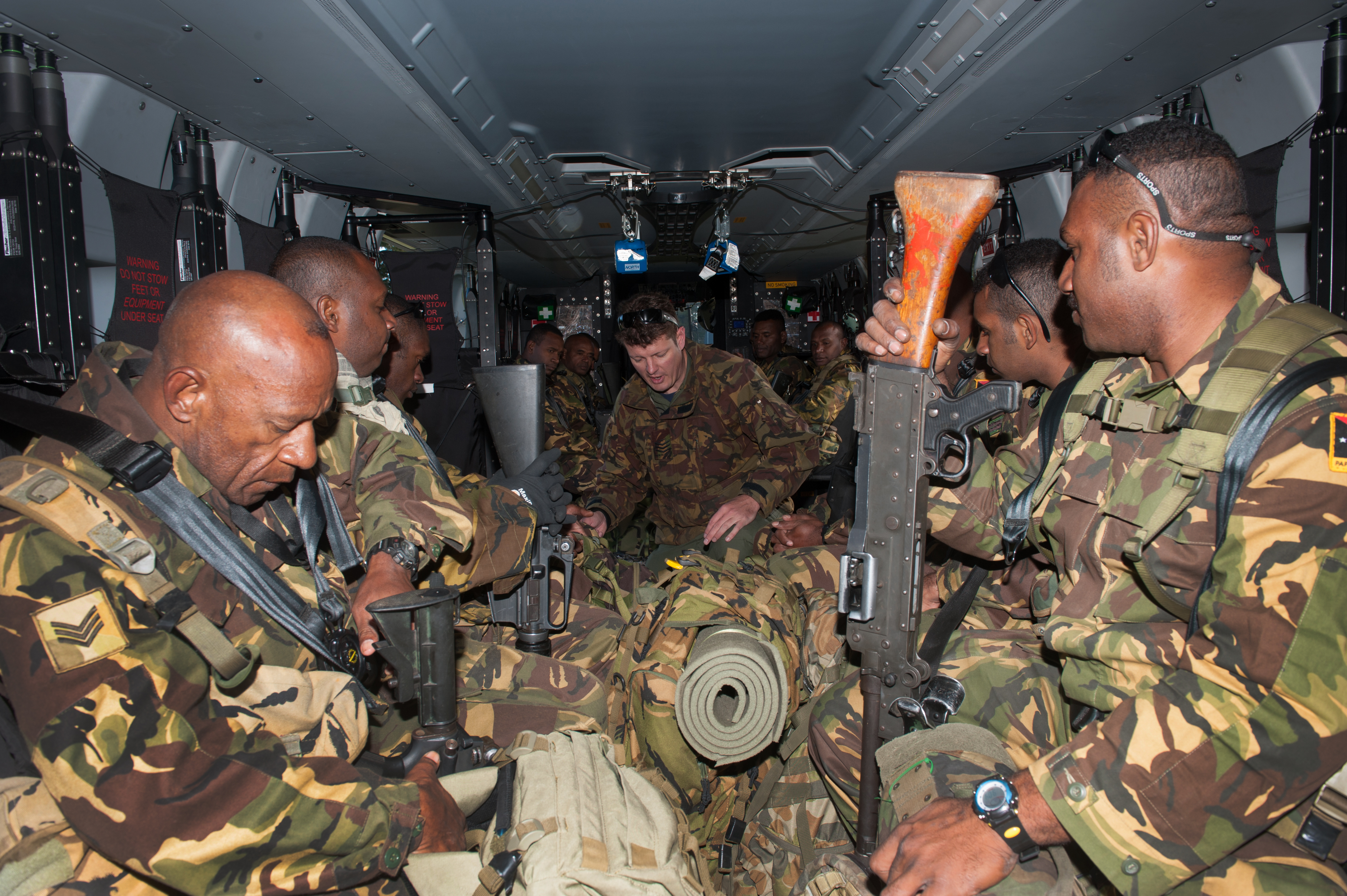
عسكريون مسلحون من بابوا غينيا الجديدة داخل NH-90 TTH نيوزيلاندية

تم نشر نسخة نقل القوات التكتيكية (NH90 tactical troop transport (TTH بنجاح من قبل عدة دول في مسارح مختلفة للعمليات. وتتمتع تلك النسخة بكابينة واسعة، وأبواب منزلقة كبيرة على كل جانب، وباب خلفي Rear ramp.
ويمكن تهيئة NH90 TTH بسرعة لمهام نقل القوات بسعة 20 مقعد، أو نقل المركبات الخفيفة، أو إجلاء المصابين بما يصل إلى 12 نقالة، وكذلك الشحن الجوي، والنقل التكتيكي المسلح، فضلا عن البحث والإنقاذ بالمعارك.
وهناك قائمة واسعة من المعدات مصممة حسب الطلب، تسمح للمروحية NH90 TTH بالتهيئة لتناسب احتياجات مهام المشغلين.

HKP14
نسخة القوات الجوية السويدية: اشترت السويد نسخة المقصورة العالية High Cabin Version HCV حيث يزيد ارتفاع المقصورة بمقدار يتراوح من 24 سم إلى 1.82 متر
.
وتمتاز المروحية السويدية بنظام مهام تكتيكي من ساب SAAB
. وتسمى هذه المروحية السويدية والفنلندية من TTH بالناقلة التكتيكية للقوات TTT في بعض السياقات.
HT-29 Caiman
تعريف نسخة الجيش الأسباني NH90 GSPA TTH

MRH-90 Taipan
تعريف النسخة العسكرية الأسترالية NH90 TTH

NH90 TTH Caïman
تعريف النسخة الفرنسية للمروحية NH90 TTH

UH-90A
تعريف الجيش الإيطالي للمروحية NH90 TTH بدءاً من العام 2012 
مروحية فرقاطات الناتو NH-90 NFH

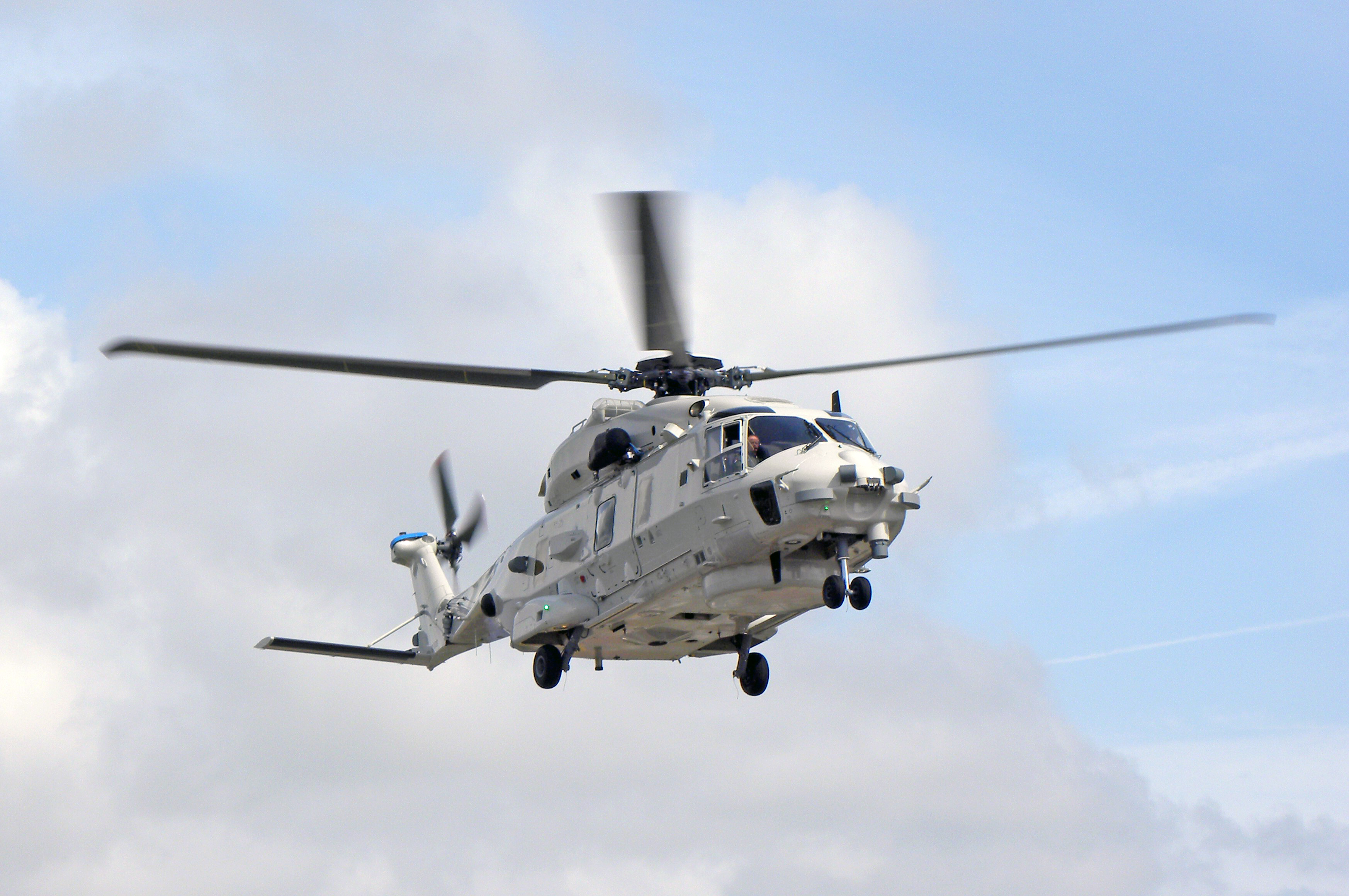
إحدى مروحيات فرقاطات الناتو NH-90 NFH

والدور الرئيسي لنسخة مروحية فرقاطات الناتو NH-90 NFH هو مكافحة الغواصات Anti-submarine warfare ASW والحرب المضادة لسفن السطح Anti-surface unit warfare AsuW ، وذلك بالانطلاق أساسا من أسطح السفن البحرية.
وقد تم تجهيز هذه المروحيات للعمل ليلاً ونهاراً، وبالطقس المناويء، وخلال عمليات حركة السفن الشديدة.
وتشمل الأدوار الإضافية للمروحية: دعم عمليات الدفاع الجوي، وإعادة التموين والإمداد العمودي VERTREP، والبحث والإنقاذ SAR، وكذلك نقل القوات.
NH90 NFH Caïman
NH90 Sea Lion
SH-90A

## المستخدمون
- هولندا : 20 مروحية NH-90 NFH
- بلجيكا : 4 مروحيات NH-90 NFH و4 مروحيات NH-90 TTH
- ألمانيا : 82 مروحية NH-90 TTH و18 مروحية NH-90 NFH
- فرنسا : 68 مروحية NH-90 TTH و27 مروحية NH-90 NFH
- إيطاليا : 70 مروحية NH-90 TTH و46 مروحية NH-90 NFH
- إسبانيا : 22 مروحية NH-90 TTH
- اليونان : 20 مروحية NH-90 TTH
- النرويج : 14 مروحية NH-90 NFH
- فنلندا : 20 مروحية NH-90 TTH
- السويد : 18 مروحية NH-90 TTH
- عُمان : 20 مروحية NH-90 TTH
- أستراليا : 46 مروحية NH-90 TTH
- نيوزيلندا : 9 مروحيات NH-90 TTH

## حوادث
في 1 يونيو 2008، إصطدمت طائرة هليكوبتر نقل تكتيكية من طراز NH-90 TTH بالمياه وغرقت في بحيرة براتشيانو Lake Bracciano، شمال غرب روما، بإيطاليا. هوت المروحية بعد الانتهاء من أداء مناورة فييسيلر Fieseler Maneuver في معرض بحيرة براتشيانو. وقد قتل قائد المروحية الكابتن فيليبو فورناسي وأصيب مساعد الطيار الكابتن فابيو مانزيلا في الحادث. وتحطمت المروحية.
وفي 26 ديسمبر 2017 أفادت وكالة الأنباء العمانية، بمقتل طيار عماني -الطيار هلال بن طالب بن محمد الهاشمي- وإصابة اثنين آخرين في حادثة ارتطام مروحية عسكرية عمانية طراز NH-90 بالأرض. بينما ذكر في مصدر آخر أن من لاقى مصرعه هو نفس الشخص ولكنه ملاح برتبة رقيب، وقد نجا الطيار ومساعده مع إصابتهما بدرجة خفيفة.